# بوییشتی (ناحیه هاولیتشکوف برود)
بوییشتی (به چکی: Bojiště) یک منطقهٔ مسکونی در جمهوری چک است که در ناحیه هاولیتشکوف برود واقع شده‌است. بوییشتی ۷٫۲۷ کیلومتر مربع مساحت و ۲۶۶ نفر جمعیت دارد و ۴۷۴ متر بالاتر از سطح دریا واقع شده‌است.